# サンマリ
株式会社サンマリは、宮城県仙台市宮城野区に営業本部や管理本部および登記上の本店を置いていた、スーパーマーケットを営む企業。2023年に親会社の伏見屋ホールディングスが運営している本間物産株式会社が経営を引き継いだ後、統合合併する形で2024年1月に解散。更に系列店舗は2025年2月28日付でクスリのアオキに事業譲渡された。

## 概要
1988年11月2日に丸紅株式会社の完全子会社として設立。同年に岡崎俊雄商店から『オカザキスーパー一番町店』を譲受し、一号店として開店。その後長崎屋やSHOP99の再建に取り組むキョウデングループを経て、2005年にシグマ・ゲイン（現：ユートピアキャピタル、旧ナカヌキヤ運営企業）の傘下に入り、更に2009年には業容の拡大を検討していた秋田県仙北市に本拠を置く伏見屋ホールディングスの傘下に入った。
その後、同様に仙台市に本社を置く競合会社であったモリヤが経営破綻した。同社の営業譲渡を受けたサンマリの親会社である伏見屋HDは新たに受皿会社である仙台物産を設立し、モリヤの事業を継承した。伏見屋HDはサンマリ、仙台物産および栃木県宇都宮市に本拠を置くフレールを存続させ、3社間では棲み分けを図る経営方針を執っていたが、2015年4月には経営効率化の観点からサンマリが仙台物産とフレールを吸収合併した。フレールの店舗は伏見屋HD傘下のトップマート（本社・千葉県）の屋号を使用しており、サンマリ運営となってからもトップマートの屋号は継続されている。2016年には宇都宮市内のトップマート店舗の一部を他社に譲渡した。
3月12日、合併後の第一弾店舗として、仙台市太白区八木山南のACOOP南八木山店跡地にサンマリ八木山南店を開業。さらに同年7月7日、アクロスプラザ荒井東に新ブランドのサン・マルシェ荒井店をオープンした。
2025年2月、展開していた「サン・マルシェ」「Fresh Mart 元気屋」「プロマート」「フレッシュフードモリヤ」「スーパービッグ」「マルホンカウボーイ」の閉店を発表。いずれも2月24日までに閉店し、クスリのアオキに事業譲渡された。同年4月頃からクスリのアオキに転換された上で再オープンする予定。

## 沿革
- 1988年（昭和63年）
  - 11月2日 - 丸紅の子会社として設立。岡崎俊雄商店から「オカザキスーパー一番町店」を譲受して1号店を開業。
  - 丸紅がキョウデンの関連会社に売却し、キョウデングループ入り。新規事業としてSHOP99を仙台市内でFC展開（その後SHOP99が直営化）。共通仕入れも展開。
- 2005年（平成15年） - 中川電機無線グループの関連会社であるシグマ・ゲインの傘下になる。
- 2009年（平成21年）4月17日 - 伏見屋ホールディングスが東京都に本社を置く投資会社であるシグマ・ゲインより全株式を取得。サンマリは伏見屋HDの完全子会社とされる。
- 2010年（平成22年）4月19日 - 栃木県宇都宮市のスーパー、フレールを子会社化すると発表した[4]。（後に店舗ブランドをフレールからトップマートに変更）
- 2015年（平成27年）4月1日 - 仙台物産とフレールを吸収合併。同時に伏見屋から秋田県内に所在するビッグバン2店舗を継承。
- 2016年（平成28年）9月 - 「フレール(栃木県宇都宮市内3店舗)」事業を株式会社たいらや(栃木県宇都宮市)へ譲渡。
- 2018年（平成30年）4月 - 株式会社アイユー[注釈 1]（本社：柴田郡柴田町）よりアイユー大河原店、スーパービッグ川崎店2店舗を継承。サン・マルシェ2店舗として運営開始。
- 2019年（平成31年 / 令和元年）
  - 4月 - 同年民事再生法の適用を申請した株式会社アサノ（本社：岩沼市）からアサノ相の原店、アサノおおくま店、アサノ丸森店、アサノ大河原店の4店舗を継承。スーパービッグ4店舗として運営開始。
  - 12月1日 - 楽天Edyの機能を備えた「おさいふカード」の発行を開始[5]。
- 2020年（令和2年）
  - 5月7日 - 管理本部及び登記上本社が宮城県仙台市宮城野区鶴巻1丁目22番22号から同扇町4丁目3番10号に移転。
  - 10月2日 - ウィズマート名取大手町店を新規に開店し、運営開始。
- 2022年（令和4年）7月1日 - Fresh Mart 元気屋道の駅おおさと前店がサンマリグループに加入。
- 2023年（令和5年）
  - 3月4日 - サンマリ国見店、向山店、ウィズマート名取店、スーパービッグ吉成店が3月18～26日に閉店することが広告に掲載された[6]。「サンマリ」ブランドを名乗る店舗は消滅。
  - 時期不明 - 「本間物産営業本部仙台」に事業を移管。
- 2024年（令和6年）
  - 1月1日 - 伏見屋に吸収合併。[7]
  - 1月12日 - この日を持って株式会社サンマリが消滅。[8]
- 2025年（令和7年）
  - 2月 - 展開していたスーパーマーケット全店舗閉店、クスリのアオキに事業譲渡。
  - 3月13日 - 閉店した店舗のうちマルホンカウボーイ村田店をクスリのアオキ運営で再度開店。（店舗名変更なし）

## クスリのアオキ事業譲渡時の展開店舗
クスリのアオキへ事業譲渡された2025年2月時点での店舗は次の通り。酒の伏見屋以外は2025年までに閉店しており、クスリのアオキに事業譲渡された。

### サン・マルシェ
英文表記は読みそのまま「Sun-Maruche'」で表記される事が多いが、ロゴタイプ表記は Sunmari's Maruche' とある。他店に比べると小規模で、支払い方法やセールなどに違いがあった。
- 荒井店（宮城県仙台市若林区）2025年2月24日閉店。
- 大河原店（宮城県柴田郡大河原町）- アイユー時代はアイユー大河原店　2025年2月24日閉店。
  - 2025年5月14日にクスリのアオキ大河原幸町店として再オープン[9]
- 川崎店（宮城県柴田郡川崎町）- アイユー時代はアイユー川崎店→スーパービッグ川崎店　2025年2月24日閉店。なお、2023年4月15日駐車場に独立して七十七銀行村田支店サン・マルシェ川崎店出張所(ATM)が設置されており、閉店中もATMは運用が続いている。そのため駐車場は開放されている。

### スーパービッグ
ロゴタイプは「SUPERビッグ」表記でモリヤ・仙台物産およびアイユーが使用していた店舗名を継承していたが、現在はサンマリからの転換やアサノから継承・転換した店舗に採用された。近い名称としてイオングループが展開する「ザ・ビッグ」も宮城県に存在するが、関係は無い。
- おおくま店（宮城県亘理郡亘理町）- アサノ時代はアサノおおくま店　2025年2月24日閉店。
- 原町店（宮城県仙台市宮城野区）- 以前はサンマリ原町店　2025年2月24日閉店
- 丸森店（宮城県伊具郡丸森町）- アサノ時代はアサノ丸森店　2025年2月24日閉店
- 六丁の目店（宮城県仙台市若林区）-2025年2月24日閉店
  - 2025年5月14日にクスリのアオキ六丁の目店として再オープン[10]

### フレッシュフード モリヤ
モリヤから継承。名称はそのまま継続して使用していた。
- 旭ヶ丘店（宮城県仙台市青葉区）-2025年2月23日閉店。
- 沖野店（宮城県仙台市若林区）-2025年2月24日閉店。
- 落合店（宮城県仙台市青葉区）-2025年2月24日閉店。
- 大学病院前店（宮城県仙台市青葉区）-2025年2月10日閉店。
- 長町店（宮城県仙台市太白区）-2025年2月24日閉店。

### Fresh Mart 元気屋
- 道の駅おおさと前店（宮城県黒川郡大郷町）-2025年2月24日閉店。

フランチャイジー店舗

### プロマート
- 今泉店（宮城県仙台市若林区）- モリヤから転換。「業務用食品スーパー」を謳っていた。　-2025年2月5日閉店。

### マルホンカウボーイ
本間物産の運営になって転換された店舗だが、サンマリ・サンマルシェ・スーパービッグ等と同じおさいふカードによるポイントカードシステムを継続し、チラシも共通となっていた。他のマルホンカウボーイで採用されていたポイントカードは使用できなかった。
- 村田店（宮城県村田町）- スーパービック村田店→フレッシュフードモリヤ村田店→マルホンカウボーイ村田店。アイユー時代の「アイユー村田店」とは別の場所。2025年2月24日に一旦閉店したが、2025年3月13日にクスリのアオキ運営で店名はマルホンカウボーイのまま開店。現在も営業中。

### 酒の伏見屋
- 本店（秋田県仙北市）

## かつての展開店舗
→サンマリ移行前の開閉店・屋号変更があった店舗については「仙台物産 」を参照
→仙台物産移行前の開閉店・屋号変更があった店舗については「モリヤ (スーパーマーケット) § 展開店舗」を参照

### サン・マルシェ
- 東中田店（宮城県仙台市太白区）- 以前はパワーズ東中田店→スーパービッグ東中田店 2023年9月17日閉店

### スーパービッグ
- 吉成店（宮城県仙台市青葉区）- 以前はビッグハウス吉成店[11]　1996年開店、2023年3月26日閉店
- 相の原店（宮城県岩沼市、旧アサノ相の原店） - 2021年8月29日閉店。
- 大河原店（宮城県柴田郡大河原町、旧アサノ大河原店）- 2021年9月12日閉店。現・サトー商会 大河原店。サン・マルシェ大河原店とは別店舗。

### サンマリ
- 沖野店（宮城県仙台市若林区）2023年9月10日閉店
- 国見店（宮城県仙台市青葉区）1996年開店、2023年3月18日閉店[6]
- 向山店（宮城県仙台市太白区）1996年開店、2023年3月22日閉店[6]
- 利府駅前店（宮城県宮城郡利府町）2014年頃閉店

### ウィズマート
2020年10月からの新業態。ロゴタイプは英文表記「With Mart」。北海道札幌市に所在する同名のスーパー「ウィズマート」とは関係はない。
- 名取大手町店（宮城県名取市）- 以前はワコー名取店　2020年開店、2023年3月18日閉店[6]

## ポイントカード
「おさいふカード」を2020年12月1日より発行。楽天Edy機能付きで200円(税別)毎に1ポイント、300ポイントで300円分の商品券がレジで発行された。Edyのチャージ機を各店舗に設置していた。一部店舗では紙類のリサイクルによるポイント制度も実施していた。2025年3月よりクスリのアオキや系列店舗でAocaへのポイント移行が可能。